# ニガキ
ニガキ（苦木、学名: Picrasma quassioides）とは、ニガキ科ニガキ属の落葉高木の1種である。雌雄異株。東アジアの温帯から熱帯に分布し、山野に生える。樹皮、材、枝、葉の部分に強い苦味がある木で、薬用にされ、名前の由来ともなっている。中国名は、苦樹。ニガキ属の学名 Picrasma（ピクラスマ）は、ギリシア語で「苦い」という意味の言葉から与えられている。

## 分布と生育環境
日本では、北海道（渡島半島から後志、胆振、日高、石狩まで）本州、四国、九州に分布し、山野に生育する。日本以外では、台湾、朝鮮半島、中国の河北省から雲南省にかけて、またヒマラヤに分布する。一般にニガキは群落をつくるようなことはなく、まばらにしか生えない。

## 形態・生態
落葉広葉樹の高木で、樹高は10 - 15メートル (m) になる。樹皮は暗灰褐色で滑らかだが、老木では縦に裂け目が入る。一年枝はやや太く褐色で、大きな白い皮目が散在して目立ち、枝先に毛が残ることもある。葉は枝に互生し、奇数羽状複葉で、全体の長さは15センチメートル (cm) から45 cmになる。小葉は9枚から15枚（4 - 7対）が対生し、形は卵状長楕円形で、先端は尖り、基部は鋭形。小葉の長さ4 cmから10 cm、幅1 cmから3 cmで、縁は鋭鋸歯になる。
花期は4 - 6月。雌雄異株。葉腋から花序軸を出し、長さ8 - 10 cm集散花序をつくり、小さい黄緑色の花を多数つける。雄花序には30個から50個、雌花序には7個から10数個の花がつく。花弁は4枚で、長さは、雄花が約2ミリメートル (mm) 、雌花が約3 mmになる。果期は9月ごろ。果実はやや円形の核果で、直径は6 - 7 mm、2個か3個の分果となり、はじめは黄色いがのちに緑黒色に熟す。
冬芽は裸芽で、褐色の毛に覆われた幼い葉が小さく丸まっている。枝先には頂芽がつき、側芽は枝に互生する。葉痕は半円形や楕円形で、維管束痕が5 - 7個つく。
葉、花、果実の様子は、ミカン科のキハダ（学名: Phellodendron amurense）によく似ている。しかし、キハダは内皮が鮮やかな黄色あることから、樹皮を削ってみれば容易に区別がつく。
- 葉は奇数羽状複葉
- 雄花

## 利用
樹形が優しい印象で秋の黄葉を含めて優美であることから、庭園樹して使われることがある。アメリカなどでは多いが、京都の寺院の庭園で使われている例もある。また刈り込んで生け垣にすることもあり、虫がつきづらく、刈り込むことで細かい葉が出て葉も小型化するので、よい生け垣ができる。

### 生薬
ニガキの苦味成分は樹皮と材にある。材から樹皮を剥ぎ取り、乾燥させると日本薬局方収録の生薬の苦木（にがき、くぼく）となる。苦木にはクァシン（カッシーン）を始めとする苦味成分が含まれ、強い抗菌作用や殺虫作用を持つといわれる。主に苦味健胃薬、整腸薬、解熱剤として用いられ、太田胃散などの薬に配合されている。ただし、伝統的な漢方方剤では、まず使わない。

### 殺虫剤
乾燥した木材を削ったもの、葉を乾燥させたもの等を湯などで煮出して煎剤をつくる。この煎汁（せんじゅう）は殺虫剤として使用され、農作物へ散布したり家畜へ散布して使用する。効果は農薬より劣るが、天然の殺虫成分のため有機農法などで使用されることがある。
かつてはケジラミの除去に使われ、煎じた汁で衣類を洗うとコロモジラミがつかないと言われた。

### 木材
ニガキの心材は黄色がかっており、木目がはっきりしている。軽量だが堅質で、加工がしやすいため、箱根寄木細工などの細工物の材料に使用される。その性質から様々な用途に使用されてもおかしくは無いが、汁椀などの食器にすると使用中に苦味成分が漏れ出してしまうため使えず、臭いも少しあるため、狭い範囲で使用されている。

## アイヌ文化との関係
北海道のアイヌ語では「鹿を殺す木」という意味の呼び名でもよばれる。これが何を意味するのかについては諸説あるが、一説にはシカも食わないことからこの木の生えているところにシカを追い込めば、シカが身動きがとれなくなって捕まえやすいともいわれる。